# (33379) Rohandalvi
(33379) Rohandalvi est un astéroïde de la ceinture principale.

## Description
(33379) Rohandalvi est un astéroïde de la ceinture principale. Il fut découvert le 10 février 1999 à Socorro (Nouveau-Mexique) par le projet LINEAR. Il présente une orbite caractérisée par un demi-grand axe de 2,35 ua, une excentricité de 0,12 et une inclinaison de 3,8° par rapport à l'écliptique.